# Gradina, tumuli i lokva kod Baradića
Gradina, tumuli i lokva nalaze se kod zaseoka Baradića u Segetu Gornjem.

## Opis
U Segetu Gornjem kod zaseoka Baradića, a sjeverozapadno od crkvice sv. Vida nalazi se uzvisina sedlastog oblika koja se pruža u smjeru istok – zapad. Na zapadnoj strani uzvisine nalazi se manja gradina od koje je sačuvana prstenasta osipina pretpovijesnog bedema, a na istočnom dijelu je veliki pretpovijesni tumul kupolasta oblika promjera oko 25 m, visine oko 3 m. Ova gomila je u jasnom prostornom odnosu prema navedenoj gradini pa ih treba promatrati kao cjelinu. Zapadno od Gradine u podnožju uzvisine nalazi se Lokva obzidana suhozidima i uređenog pristupa.

## Zaštita
Pod oznakom Z-3257 cjelina je zavedena kao nepokretno kulturno dobro - pojedinačno, pravna statusa zaštićena kulturnog dobra, klasificirano kao "arheološka baština".